# Andecha Astur
Andecha Astur (en català: Solidaritat Asturiana, AA) és un partit polític nacionalista d'esquerres asturià.

## Història
Fundat el 1990 per un grup de militants expulsats d'Unidá Nacionalista Asturiana que rebutjaven la integració del partit en el Partit Asturianista, s'ha presentat a les eleccions autonòmiques asturianes, bé que no ha obtingut mai representació. Va tenir dos regidors, un a l'ajuntament de Carreño i l'altra al de Riosa en 2003-2007. A les eleccions europees del 2004 es presentà dins de la coalició Europa dels Pobles i l'any 2007 es presenta a les eleccions autonòmiques i municipals i no va assolir representació. A les autonòmiques de 2011 es va presentar amb el nom Conceyu Abiertu, sense obtenir representació. A les europees de 2019 es va presentar dins la coalició Ara Repúbliques, que va obtenir tres eurodiputats, però cap d'Andecha Astur. Després de presentar-se a conteses anteriors, també sense obtenir representació, a les Eleccions generals espanyoles de 2023 no es va presentar.

## Darréu

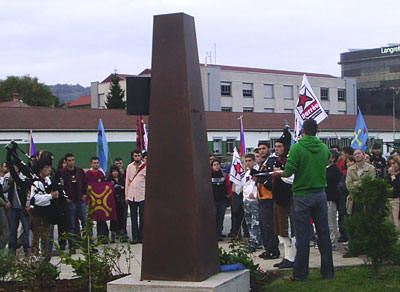
Un moment de l'homenatge

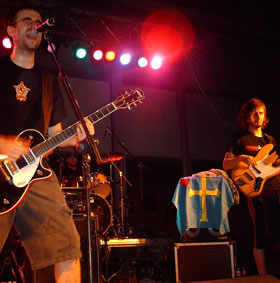
Obrint Pas en el concert.

Darréu-mocedá nacionaliego la secció juvenil d'Andecha Astur i manté total independència organitzativa respecte a aquella. Entre els actes propis de Darréu destaquen els concerts commemoratius de la revolució d'octubre (Asturies nun escaez) ("Astúries no oblida") que el 2006 van passar a integrar-se en el Día de la Mocedá Revolucionario que commemora la Revolució Asturiana de 1934 i homenatja als seus protagonistes en una jornada de reivindicació social on a més del concert, el 2006 va destacar la manifestació sota el lema Futuru n'Asturies ("Futur a Astúries").
La primera edició, del 2006, va incloure diversos actes com una trobada d'organitzacions juvenils nacionalistes de tot Espanya, on es van exposar les lluites de la joventut en els seus respectius països. Aquestes organitzacions foren Yesca, de Castella, Maulets de Catalunya, Chobenalla Aragonesista d'Aragó i Regüelta de Cantàbria així com joventut "abertzale". Dintre dels actes d'aquesta jornada commemorativa es va recordar a Belarmino Tomás pel seu significat històric, ja que va ser un destacat dirigent de la Revolució de 1934, membre del primer comitè revolucionari i president del tercer i també president en 1937 del Consell Sobirà d'Astúries i Lleó. Aquest homenatge no va ser solament a Belarmino Tomás sinó a la gent jove que hi va lluitar i va consistir en la col·locació d'una placa i una corona de llorer en la seva memòria en el monument a la seva persona en La Felguera, una intervenció política i la interpretació per part dels gaiters de "La Flor de l'Aigua".
Írgite ("Aixeca't") és una revista publicada des de principis de 2006 i que fa de "voceru nacional", íntegrament en asturià amb continguts són culturals i polítics, entrevistes i articles d'opinió, especialment sobre les convocatòries del Día de la mocedá revolucionario, grups musicals asturians, comunicats, manifestacions nacionalistes i revolucionàries a Astúries, història contemporània d'Astúries i entrevistes a membres d'altres organitzacions nacionalistes de l'estat espanyol (com Azarug o Jaleo!!!). Després d'editar dos nombres el 2006 va restar un temps inactiva degut a canvis en la direcció, fins que el 2008 va treure al carrer el tercer nombre.

## Resultats electorals
| Any  | Vots                 | %                    | Diputats | +/- |
| ---- | -------------------- | -------------------- | -------- | --- |
| 1991 | 1.137                | 0,21                 | 0 / 45   | Nou |
| 1995 | 1.948                | 0,30                 | 0 / 45   | =   |
| 1999 | 2.206                | 0,36                 | 0 / 45   | =   |
| 2003 | 3.821                | 0,63                 | 0 / 45   | =   |
| 2007 | 2.770                | 0,47                 | 0 / 45   | =   |
| 2011 | Dins Conceyu Abiertu | Dins Conceyu Abiertu | 0 / 45   | =   |
| 2012 | 674                  | 0,14                 | 0 / 45   | =   |
| 2015 | 990                  | 0,19                 | 0 / 45   | =   |
| 2019 | 1.584                | 0,30                 | 0 / 45   | =   |
| 2023 | 1,196                | 0.23                 | 0 / 45   | =   |

| Any       | Congrés dels Diputats | Congrés dels Diputats | Congrés dels Diputats | Senat            | Senat            | Senat            | Senat    |
| Any       | Vots                  | %                     | Diputats              | Vots a candidats | Vots a candidats | Vots a candidats | Senadors |
| Any       | Vots                  | %                     | Diputats              | 1r               | 2n               | 3r               | Senadors |
| --------- | --------------------- | --------------------- | --------------------- | ---------------- | ---------------- | ---------------- | -------- |
| 1993      | 787                   | 0,11                  | 0 / 9                 | 1.345            | 899              | 824              | 0 / 4    |
| 2000      | 2.036                 | 0,31                  | 0 / 9                 | 3.549            | 2.397            | 1.877            | 0 / 4    |
| 2004      | 1.970                 | 0,28                  | 0 / 8                 | 3.059            | 2.404            | 2.202            | 0 / 4    |
| 2008      | 1.299                 | 0,19                  | 0 / 8                 | 2.085            | 1.514            | 1.365            | 0 / 4    |
| 2011      | 1.087                 | 0,17                  | 0 / 8                 | 2.104            | 1.454            | 1.182            | 0 / 4    |
| 2019 (I)  | 932                   | 0,15                  | 0 / 7                 | 2.550            | 1.739            | 1.311            | 0 / 4    |
| 2019 (II) | 887                   | 0,16                  | 0 / 7                 | 2.262            | 1.239            | 1.017            | 0 / 4    |

| Any  | Candidatura           | Espanya   | Espanya | Espanya  | Astúries | Astúries |
| Any  | Candidatura           | Vots      | %       | Diputats | Vots     | %        |
| ---- | --------------------- | --------- | ------- | -------- | -------- | -------- |
| 1999 | Pròpia                | 7.321     | 0,03    | 0 / 64   | 1.467    | 0,24     |
| 2004 | Europa dels Pobles    | 380.709   | 2,45    | 1 / 54   | 1.677    | 0,38     |
| 2009 | Pròpia                | 2.255     | 0,01    | 0 / 54   | 806      | 0,19     |
| 2014 | Els Pobles Decideixen | 326.464   | 2,08    | 1 / 54   | 1.392    | 0,37     |
| 2019 | Ara Repúbliques       | 1.252.139 | 5,58    | 3 / 54   | 1.902    | 0,36     |

| Any  | Vots  | %    | Regidors  |
| ---- | ----- | ---- | --------- |
| 1991 | 291   | 0,05 | 0 / 1.006 |
| 1995 | 1.630 | 0,25 | 1 / 994   |
| 1999 | 2.647 | 0,43 | 1 / 974   |
| 2003 | 4.250 | 0,70 | 2 / 958   |
| 2007 | 2.100 | 0,36 | 0 / 948   |